# España en los Juegos Olímpicos de París 1900
España estuvo representada en los Juegos Olímpicos de París 1900 por una delegación de 8 deportistas (todos hombres) que participaron en 3 deportes.
Responsable del equipo olímpico fue el Comité Olímpico Español (COE), así como las federaciones deportivas nacionales de cada deporte con participación.

## Historia
En el año 2004, el Comité Olímpico Internacional decidió reconsiderar el medallero de los Juegos Olímpicos de París 1900, que consistieron en una sucesión de competiciones y exhibiciones tanto profesionales como amateurs a lo largo de los seis meses que duró la Exposición Universal de París, bajo el nombre de «Concursos Internacionales de Ejercicios Físicos y Deportes». Para decidir cuales de aquellas pruebas fueron olímpicas, el COI aplicó cuatro reglas: amateur, internacional, sin hándicap y de carácter abierto, siguiendo las indicaciones que el historiador Bill Mallon publicó en su libro.
Por tanto, la medalla de plata de Pedro Pidal en «tiro al pichón», que hasta entonces era considerada como la primera medalla en la historia del olimpismo español, fue descartada al haberla ganado en una competición profesional con 5000 francos de premio. En cambio, se reconoció la medalla de oro que los pelotaris Francisco Villota y José de Amézola ganaron en cesta punta, pese a que nunca recibieron medalla y ni tan siquiera compitieron, ya que sus rivales, los franceses Durguetty y Etchegaray, no se presentaron al discrepar sobre las normas de la organización, por lo que los españoles fueron declarados «campeones del mundo amateurs».
En la competición profesional de pelota vasca con 800 francos de premio, Ángel Barrenechea y Juan Ituarte fueron declarados «campeones del mundo profesional», mientras que otra pareja formada por Elicegui y Abadiano terminó segunda. Otras medallas no reconocidas por el COI serían las dos de oro que consiguió Luis de Errazu en las competiciones de polo en el Equipo Mixto.
El resto de competidores españoles fueron un ciclista llamado Soler, el duque de Gor en esgrima, y Antonio Vela Vivó, Orestes Quintana, Juan Camps Mas, José Fórmica-Corsi y Ricardo Margarit Calvet en remo.

## Medallas
El equipo olímpico español consiguió durante los Juegos las siguientes medallas:
| Nombre                            | Deporte      | Competición        | Fecha      |
| --------------------------------- | ------------ | ------------------ | ---------- |
| Oro                               |              |                    |            |
| Francisco Villota José de Amézola | Pelota vasca | Cesta punta dobles | 14 de mayo |
| Plata                             |              |                    |            |
| —                                 |              |                    |            |
| Bronce                            |              |                    |            |
| —                                 |              |                    |            |

### Por deporte
| Evento        | Oro | Plata | Bronce | Total |
| ------------- | --- | ----- | ------ | ----- |
| Pelota vasca* | 1   | 0     | 0      | 1     |
| TOTAL         | 1   | 0     | 0      | 1     |

- (*) Deporte que ya no forma parte del programa olímpico actual.

## Participantes por deporte
De los 17 deportes reconocidos por el COI en los Juegos Olímpicos de verano, se contó con representación española en 3 deportes: esgrima, pelota vasca y remo. 
| N.º | Deporte            | H | M | T |
| 1   | Atletismo          | 0 | – | 0 |
| 2   | Ciclismo en pista  | 0 | – | 0 |
| 3   | Cricket            | 0 | – | 0 |
| 4   | Croquet            | 0 | – | 0 |
| 5   | Esgrima            | 1 | – | 1 |
| 6   | Fútbol             | 0 | – | 0 |
| 7   | Gimnasia artística | 0 | – | 0 |
| 8   | Hípica             | 0 | – | 0 |
| 9   | Natación           | 0 | – | 0 |
| 9   | Waterpolo          | 0 | – | 0 |
| 10  | Pelota vasca       | 2 | – | 2 |
| 11  | Polo               | 0 | – | 0 |
| 12  | Remo               | 5 | – | 5 |
| 13  | Rugby              | 0 | – | 0 |
| 14  | Tenis              | 0 | – | 0 |
| 15  | Tira y afloja      | 0 | – | 0 |
| 16  | Tiro               | 0 | – | 0 |
| 17  | Vela               | 0 | – | 0 |
|     | TOTAL              | 8 | 0 | 8 |

- Datos extraídos de la base de datos de la pág. web SR/Olympic Sports (la pág. del COE no da información precisa); se cuenta solo el número de deportistas que participaron en sus respectrivas pruebas, y no los que estaban inscritos pero no compitieron; a excepción de los deportes de equipo, fútbol, polo y waterpolo, en los que se muestra el número de integrantes de cada equipo.[4]